# 遺失物管理システム
遺失物管理システム（いしつぶつかんりシステム）は、ジェイアール東日本情報システムが開発した鉄道施設内での遺失物を管理するためのコンピュータシステムである。

## 概要
従来、駅や列車内での遺失物は、集荷駅で台帳による管理を行っており、遺失物の所有者から集荷駅以外での問い合わせがあった時は、係員が関係箇所に鉄道電話やFAXにより問い合わせをしていたが、遺失物の情報を共有化し、どこの駅からでも遺失物の捜索ができるようにデータベース化することにより、遺失物の捜索作業の効率化と返却率の向上を目的としているシステムである。遺失物の届け出は、東日本旅客鉄道（JR東日本）だけでも年間約150万件に達しており、返却率は約2割にすぎなかったが、本システムの導入により返却率も約3割に向上している。

## システム導入エリア
本システムは、2002年にJR東日本の山手線29駅に導入し、2003年6月から東京支社・千葉支社・横浜支社・八王子支社・大宮支社エリアに、2004年4月に水戸支社・高崎支社エリアに導入し、2006年4月には全社的に導入を行った。
このシステムは西日本旅客鉄道（JR西日本）も導入し、2005年7月から京阪神地区で先行導入し、2007年2月に岡山・広島・福岡地区に、同年12月10日からは遺失物法が改正されたのを機に全社でサービス展開を行い、全ての有人駅で導入している。